# A Very Harold & Kumar 3D Christmas
A Very Harold & Kumar 3D Christmas er en komedie julefilm fra 2011 instrueret af Todd Strauss-Schulson, skrevet af Jon Hurwitz og Hayden Schlossberg med John Cho, Kal Penn og Neil Patrick Harris i hovedrollerne.